# Edificio de la Legislatura de Tucumán
El Edificio de la Legislatura de Tucumán es la sede de la Legislatura de la Provincia de Tucumán, Argentina. Se encuentra localizado en la ciudad de San Miguel de Tucumán en la calle Ildefonso de las Muñecas y Avenida Sarmiento, en el barrio Villa 9 de Julio, frente a la Plaza Urquiza. 

## Historia
El Poder Legislativo de Tucumán se origina en 1822 una cámara unicameral denominada Sala de Representantes, la cual funcionó hasta la reforma de la constitución provincial en 1884 cuando se da lugar a un sistema bicameral produciendo la aparición de las Cámaras de Diputados y Senadores.
En 1906, el gobernador Luis Nougués remodela un sector del edificio del Colegio Nacional de Tucumán (actual Escuela Sarmiento) ubicado en calle Rivadavia, para transformarlo en lugar de sesiones del Poder Legislativo provincial. Posteriormente, en 1958, la Cámara de Diputados empieza a funcionar en el edificio del ex Casino del Hotel Savoy hasta que en 1966 es cedido a la municipalidad de San Miguel de Tucumán.
Luego de la vuelta de la democracia en 1983, la Cámara de Diputados vuelve a sesionar en el edificio del ex Casino y la Cámara de Senadores comienza a sesionar en las instalaciones del Hotel Savoy; por lo cual cesan los servicios hoteleros prestados. El edificio, propiedad de la Caja Popular de Ahorros, fue expropiado por el estado provincial en 1985 para funcionar como sede de la Cámara de Senadores de Tucumán gracias a una ley aprobada ese mismo año.
Pero en 1991 se aprueba una nueva constitución que establece una sola legislatura unicameral, por lo cual el edificio de Senadores se convierte en sede del Casino provincial y el de Diputados se mantiene como propiedad de la Legislatura siendo lugar de distintas oficinas parlamentarias.
Esta Legislatura Unicameral vuelve a sesionar en el recinto de calle Rivadavia, el cual era antiguo y pequeño. Por lo cual, en 2007 y 2008 se aprueban distintas leyes disponiéndose de la construcción del recinto parlamentario que se inicia a construir en 2009 en el predio de la ex Brigada de Investigaciones de la Policía de Tucumán con un acto donde participa el vicegobernador Juan Manzur .
La construcción fue ejecutada por Tensolite S.A. y el diseño de la obra fue realizado por el estudio Peralta Ramos Sepra siendo finalizada en el año 2012 e inaugurada el 28 de febrero de ese año por el gobernador José Alperovich y el ministro de salud Juan Manzur con la presencia de 4000 personas. La obra tuvo un costo final de ARS 124 000 000 y el recinto de calle Rivadavia fue devuelto a su antiguo propietario, la Universidad Nacional de Tucumán.

## Descripción
El edificio posee 22 metros de frente sobre calle Sarmiento y 72 metros sobre calle Muñecas desarrollándose las actividades en 10 plantas y subsuelo. La estructura está cubierta por paneles de vidrio que ocupan una superficie de 8000 m2 que se alternan con columnas siendo resistente a sismos, teniendo sistemas inteligentes de luces, acústica y sonido, prevención de incendios y aire acondicionado en su interior. También hay un estacionamiento vehicular sobre calle España
En la cuarta planta del edificio se encuentra el recinto de sesiones, el cual se accede directamente desde el hall de entrada en planta baja a través de escaleras. Dentro del hemiciclo se encuentran las bancas para los Legisladores, las cuales poseen un sistema de voto electrónico y biométrico. El estrado se ubica elevado sobre una tarima, donde se ubican el presidente, secretario y prosecretario de la Legislatura y en este lugar es donde el gobernador de la provincia da inicio a las sesiones ordinarias. Atrás del estrado está revestido por placas de mármol en las cuales se encuentra el escudo de la provincia de Tucumán.
Los balcones del recinto, que se encuentran en el segundo nivel del cuarto piso, están revestidos por tejidos similares al del poncho Tucumano y se ubican de forma semicircular. Estos están revestidos de madera siendo absorbentes del sonido. Además, el recinto posee palcos en los dos niveles de este siendo utilizados por la prensa o por invitados especiales. Cada Legislador posee su propia oficina individual con baño, escritorio y mesas de reuniones. También, se encuentran salas de esperas y oficinas de secretarías.